# Lusitaniens
Pour les articles homonymes, voir Lusitanien (homonymie).
Les Lusitaniens (Lusitani en latin, d'où parfois Lusitains) sont un peuple installé pendant l'Antiquité dans le sud-ouest de la péninsule Ibérique, région qui allait devenir la province romaine de Lusitanie. Cette région recouvrait la partie de l'actuel Portugal au sud du Douro et la région de l'Estrémadure de l'Espagne actuelle. Quoique fortement influencés par leurs voisins Celtibères, les Lusitaniens parlaient une langue indo-européenne différente des langues celtiques. Les Portugais d'aujourd'hui considèrent les Lusitaniens comme leurs ancêtres, dont le plus notable fut Viriate, connu pour sa résistance aux Romains.

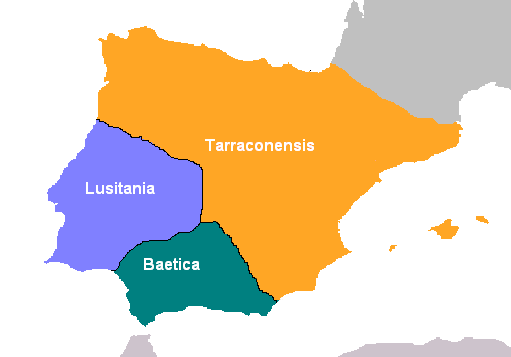
Provinces d'Hispanie après la réforme d'Auguste (vers 13 av. J.-C.)

## Origines
Les Lusitaniens constituaient un ensemble de peuples réunis sous un nom générique qui désignait effectivement un peuple ou groupe de tribus restreint : les Lusitani, vivant entre le Tage et le Douro notamment dans le secteur de la Beira. Les historiens et les archéologues sont indécis sur les origines des Lusitaniens qui pourraient être venus des Alpes et s'être installés dans la région vers le VIe siècle av. J.-C. Si la théorie d'une origine celtique existe[source insuffisante], la plupart des auteurs modernes[Lesquels ?] les considèrent cependant comme des indigènes pré-celtiques de la péninsule ibérique [réf. nécessaire] avant de s'émanciper de ceux-ci pour étendre leur implantation vers l'Estrémadure, avant d’être finalement soumis et intégrés par les Romains.
Une étude génétique publiée en 2019 confirme ces supputations. Des échantillons datant du bronze final (de 1200 à 700 avant J.C.), provenant de la grotte de Medronhal (Arrifana, Coimbra, Portugal) montrent que les squelettes étudiés sont les descendants de population de la culture campaniforme venue d'Europe centrale et porteurs de l'haplogroupe R1b-M269. Les artefacts suggèrent une date au début du 1er millénaire av. J.-C., confirmée par la date radiocarbone du péroné humain: 890–780 cal BCE.

### Étymologie
Il n'y a pas plus de certitudes quant à l'étymologie de leur nom. Pline l'Ancien écrit que le nom « Lusitanie » pourrait provenir du terme lusus (« jeu ») associé à Bacchus. Mais l'étymologie la plus communément admise, sur des bases épigraphiques, associe les morphèmes lus et tanus, provenant peut-être des racines indo-européennes luks (« lumineux ») et tan (« groupe, tribu »).

### Lusitaniens et Romains
La première mention des Lusitaniens se trouve dans Tite-Live qui les décrit comme des mercenaires à la solde des Carthaginois en 218 av. J.-C.; ils apparaissent également aux côtés de celtibères dévastant les alliés de Rome en 186 av. J.-C.. Les Lusitaniens sont sévèrement défaits en -185 par le préteur C. Atinius à Hasta puis à plusieurs reprises par le préteur Manlius en -181.
En 177 av. J.-C. le préteur Lucius Postumius Albinus célèbre un triomphe pour ses victoires sur les Lusitaniens mais, en -154, sous le commandement des généraux Punicus, probablement d'origine carthaginoise, puis Cesarus, les Lusitaniens infligent aux Romains des pertes considérables dans les parages des Colonnes d'Hercule où Lucius Mummius Achaicus finit par les vaincre difficilement.
Le préteur Servius Sulpicius Galba conclut une trêve avec les Lusitaniens et, prétextant leur accorder des terres fertiles, il les fait massacrer et vend les survivants comme esclaves en violation des serments. Cette trahison causera le soulèvement connu sous le nom de Guerre de feu ou Guerre lusitanienne, mené par un rescapé du massacre, Viriatus (ou Viriathe) qui sera assassiné par des traîtres à la solde des romains en 139 av. J.-C. Ces derniers remporteront d'autres victoires avec Decimus Junius Brutus Callaicus (entre 137 et 113 av. J.-C.), étendant la domination romaine vers l'ouest et, plus au nord, entre le Douro et le Minho. Decimus Junius Brutus Callaicus deviendra proconsul en Lusitanie en compagnie de Marius en 113 av. J.-C. mais les Lusitaniens résisteront longtemps encore, menant une incessante guérilla contre Rome dont ils taillent l'armée en pièces en -105. Ils se joindront aux troupes du général romain renégat Sertorius dans lequel ils ont pu voir un nouveau Viriatus, et ce n'est que sous Auguste que la Lusitanie sera définitivement pacifiée.

### Province romaine
À partir de 197 av. J.-C., la Lusitanie fait partie de la province romaine d' Hispanie ultérieure avec les territoires des Astures et de la Galice. Ces derniers seront assimilés à la province d' Hispania Citerior Tarraconensis lors de la réforme d'Auguste en -13, tandis que le reliquat devient la Provincia Lusitania et Vettones, province impériale à légat de rang prétorien, avec Augusta Emerita (Mérida) pour capitale.
La frontière septentrionale de cette dernière était formée par le Douro tandis que sa limite orientale courait de Salmantica à Caesabrogia jusqu'au fleuve Ana (le Guadiana) qui la sépare de la Bétique.

## Culture

### Généralités
La culture des Lusitaniens a été influencée par la culture celtique. Le géographe Strabon les décrit comme des montagnards relativement sobres et frustes, certaines de leurs tribus vivant à la façon des Lacédémoniens. Les Lusitaniens vivaient dans de petites maisons en pierre quadrangulaires (ou rondes dans les régions septentrionales) de plain-pied, dormant à même le sol sur de la paille séchée. Ils portaient les cheveux longs et flottants à la manière des femmes. Les vêtements des hommes étaient noirs, en laine ou en peau tandis que les femmes portaient des manteaux et des robes de couleur faites d'étoffes brochées de chèvre; ils arboraient des parures, colliers, bracelets et autres bijoux ciselés en or. À l'instar d'autres peuples montagnards, ils se nourrissaient une grande partie de l'année de pain de gland et buvaient de l'eau, du lait de chèvre ou de la bière, réservant le vin pour les festivités familiales.

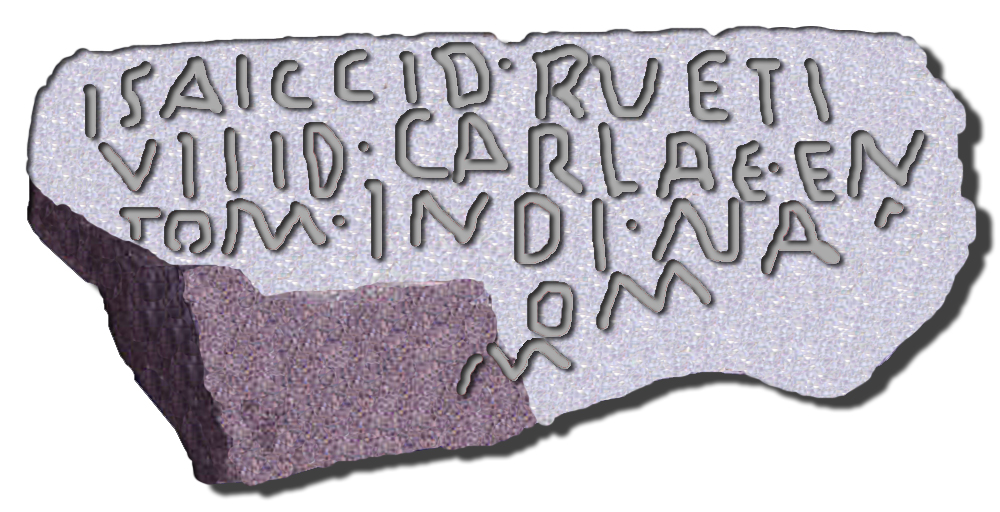
Reproduction d'une inscription lapidaire en lusitanien trouvée à (Cáceres).

Les guerriers lusitaniens étaient des combattants redoutés aux mœurs frugales, décrits par Strabon comme agiles, lestes et souples. Ils portaient des cuirasses de cuir et toile de lin et plus rarement des cottes de mailles. Ils étaient équipés d'un casque en cuir, de cnémides et d'un petit bouclier, étaient armés d'un poignard ou d'un coutelas et chacun portant plusieurs javelines. Ils célébraient des jeux gymniques, hoplitiques et hippiques, dans lesquels ils s'exerçaient au pugilat et à la course, simulant des batailles rangées. Il existe de nombreuses représentations de ces guerriers sous forme de statues et statuettes.

### Religion

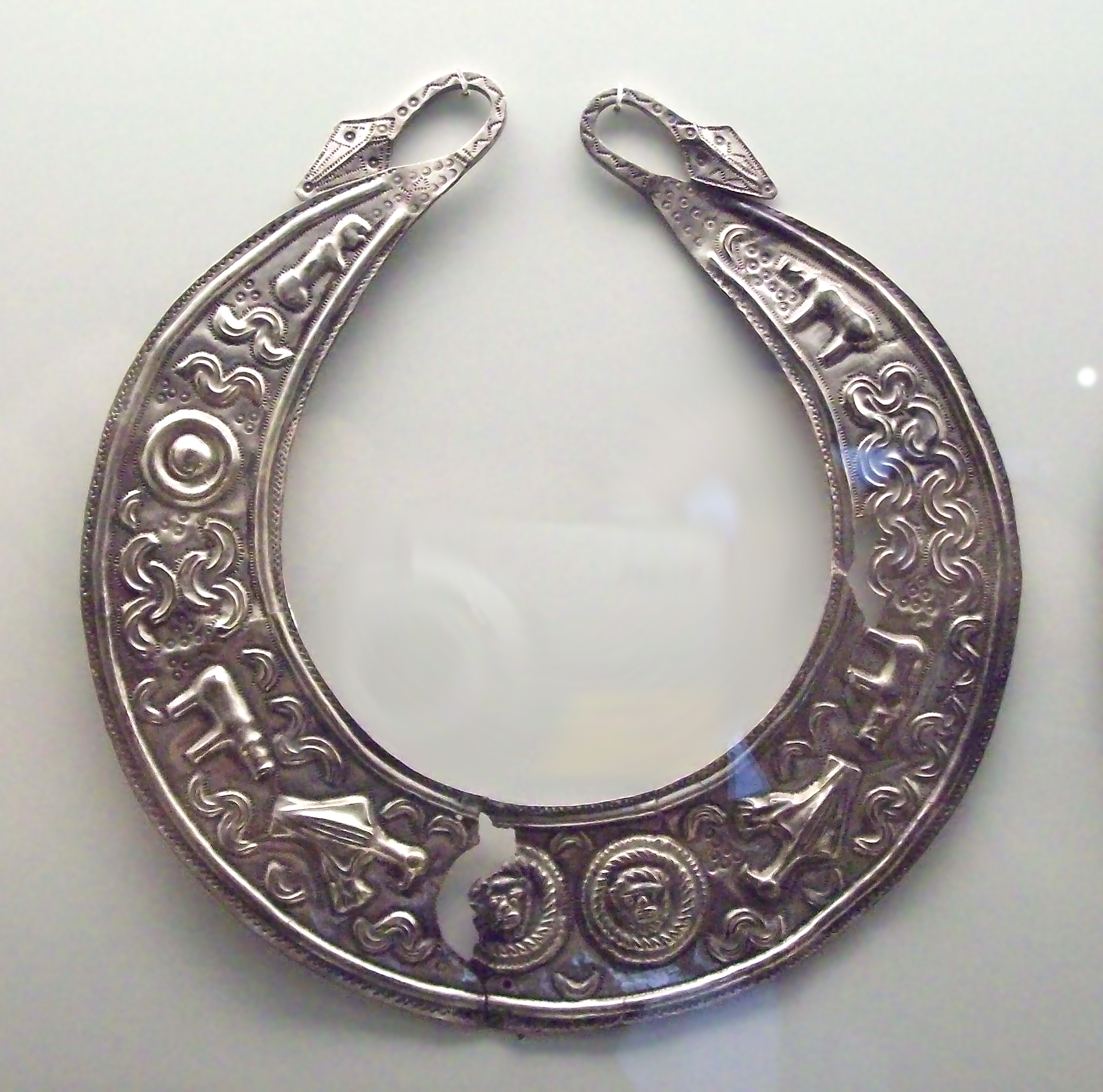
Lunule lusitanienne du IIe siècle av. J.-C. (M.A.N., Madrid).

Les informations que livrent les textes et l'archéologie sont parcellaires et ne permettent pas de distinguer clairement ce qui relève des croyances populaires ou d'une mythologie officielle. Néanmoins, dans la mentalité des anciens, croyances, mythologie et magie sont souvent indissociables et on peut considérer que la Nature est la source la plus féconde d'où découlent les croyances des peuples hispaniques et particulièrement des lusitaniens. Parmi différentes pratiques cultuelles, on relève entre autres le culte des morts, la crémation, le sacrifice animal et parfois humain. Les Lusitaniens honoraient donc de nombreuses divinités dans le cadre d'un polythéisme à caractère syncrétique où se mêlent des influences celtes, carthaginoises et romaines.
À en juger par l'importance des dédicaces, le plus important des dieux du panthéon lusitanien est Endovelicus (ou Endovellico), divinité de la santé et du bien-être, dont le nom d'origine celte : Andevellicos, signifiait « le très bon ». Le culte de ce dieu tutélaire a pu s'apparenter à celui d'un dieu guérisseur comparable à l'Esculape romain mais semble avoir également revêtu une fonction infernale de dieu des demeures d'outre-tombe, parfois symbolisé par un sanglier. Son culte s'est d'abord répandu à travers toute la péninsule ibérique puis, au-delà, dans tout l'Empire, perdurant jusqu'au Ve siècle.
La déesse Ataegina était particulièrement honorée dans le sud de la péninsule, en Bétique, où on lui consacrait des ex voto représentant des chèvres. Divinité de la renaissance, du printemps, de la fertilité, de la nature et de la lune, elle fut assimilée à Proserpine sous l'ère romaine. Une troisième divinité de type martial, Runesocesius, dieu du javelot, venait compléter cette triade du panthéon lusitanien.

### Langue
Les Lusitaniens, selon l'opinion la plus répandue parmi les chercheurs, ne sont pas de langue celtique, mais locuteurs d'un autre idiome indo-européen,.

## Tribus lusitaniennes
Il n'existe pas de liste précise de communautés - tribus ou peuples - lusitaniennes, ensemble que l'historien antique Strabon décrit comme la nation la plus importante au nord du Tage, restant imprécis sur les peuples qui la composent. Diverses analyses se fondant sur l'archéologie, l'épigraphie ou l'étude des religions permettent cependant de considérer un certain nombre de ces communautés comme formant l'ensemble des Lusitani dans une aire géographique correspondant au sud-ouest de l'actuelle Espagne et au sud de l'actuel Portugal.

### Inscription d'Alcantara
Une inscription de l'époque trajanne, au Ier siècle, connue sous le nom d'inscription du pont d'Alcántara cite onze communautés ou tribus qui contribuèrent à sa construction et que l'on a souvent considéré comme lusitaniennes : 

« Municipia provinciae  Lusitaniae stipe conlata quae opus pontis perfecerunt :  Igaeditani, Lancienses, Oppidani, Talori, Interannienses, Colarni, Lancienses Transcudani, Aravi, Meidubrigenses Arabrigenses, Banienses, Paesures. »

Les Igaeditani étaient présents dans l'est de l'actuel Portugal près de la ville d'Idanha. La ville des Meidubrigenses se trouvait au pied du mont Herminius (l'actuelle Serra da Estrela) et les Aravi se trouvaient près de la rivière Douro tandis que les différents groupes de Lancienses  se trouvaient entre le Tage et le Douro.

### Nouvelle hypothèse
Par ailleurs une tablette retrouvée en 1984 et datant elle du début du Ier siècle av. J.-C. évoque une tribu dont le nom est incomplet, les « Saenoc… », qui est considérée par certains auteurs comme possiblement lusitanienne.
Se basant sur d'autres facteurs, notamment la communauté de cultes ou l'absence de trace de ceux-ci, l'archéologue Jorge de Alarcão propose en 2001 l'hypothèse d'une stemma généalogique des peuples lusitatiens :
```
Lusitani 
   │
   ├──>
Lancienses
 
   │ │
   │ ├──>
Ocelenses Lancienses
 
   │ │
   │ ├──>
Lancienses Transcudani

   │ │
   │ └──>
Lancienses Oppidani
  
   │
   ├──>
Tangi
 (?)
   │ │
   │ ├──>
Igaeditani
 
   │ │
   │ ├──>
Tapori

   │ │
   │ └──>
Elbocori
 
   │
   └──>
Palanti
 
     │
     ├──>
Coerenses
 
     │
     ├──>
Calontienses

     │ │
     │ └──>
Seanoci
  (?)
     │
     └──>
Caluri
```

## Guerre lusitanienne
Dès -194, une première guerre éclate entre Romains et Lusitaniens, qui sont à l'époque un peuple autonome. La région est pacifiée mais en -155, une révolte majeure éclate, sous l'impulsion de Punicus qui s'allie avec les Vettons, puis d'un certain Caesarus tandis qu'un autre seigneur de guerre, Caucenus, mène également une guerre contre les Romains au sud du Tage.
Le préteur Servius Sulpicius Galba et le proconsul Lucius Licinius Lucullus arrivent en -151, et commencent à soumettre les populations locales. Galba feint de trouver un compromis mais trahit les Lusitaniens qui, ayant déposé les armes, sont massacrés en grand nombre en -150, stoppant pour un temps les hostilités.
En -147, les Lusitaniens trouvent un nouveau chef appelé Viriathe qui, ayant échappé au massacre de Galba, défait plusieurs fois les troupes romaines et acquiert une grande renommée dans le monde romain comme stratège de guérilla. En -145, Quintus Fabius Maximus Aemilianus mène, à la tête d'une armée consulaire, une campagne victorieuse contre les Lusitaniens, mais ne parvient pas à arrêter Viriathe. En -143, Viriathe forme une ligue contre les Romains avec plusieurs tribus celtiques mais est assassiné en -139 par trois de ses compagnons, ce qui met fin au conflit.

## Acceptions modernes du termeLusitanien
Le terme lusitanien désigne la race de chevaux issue de cette région; ils sont réputés pour leurs qualités tauromachiques et ont certaines aptitudes pour le dressage, le spectacle équestre et l'obstacle (Novilhero).